# Фахр
Фахр (араб. فخر‎ — «самовосхваление») — жанр арабской поэзии.
В доисламской касыде фахр составлял её главную часть, например, в творчестве поэта VI века Хариса ибн Хиллизы. Обычно, поэт восхвалял себя, свои подвиги и свой род.
Фахр оставался традиционным жанром и для исламской арабской поэзии, например, у придворного панегириста VII—VIII веков аль-Ахталя или в произведениях автора X века аль-Мутанабби.